# Henry Abbot (Maler)

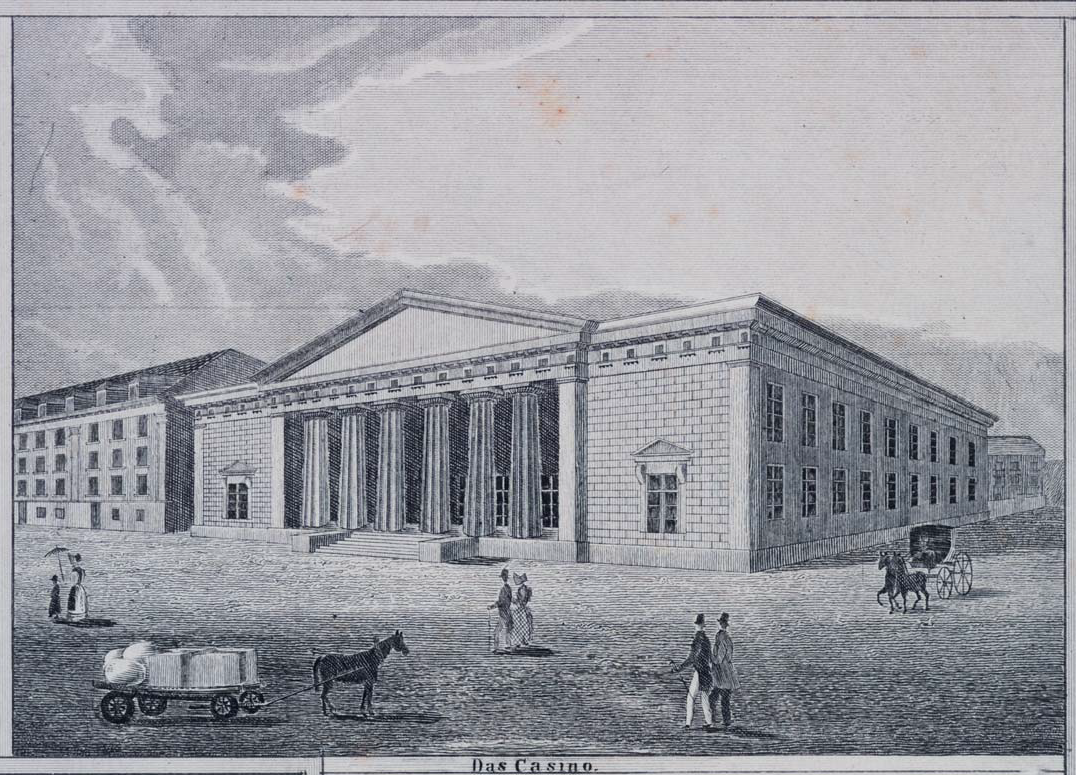
Das Casino, Lithographie von Henry Abbot, 1828

Henry Abbot, auch Henry Abbott (* 1768 in London, England; † 1840 ebenda) war ein britischer Architekturzeichner.

## Leben
Abbot war in London tätig. 1820 gab er dort das Foliowerk Antiquities of Rome, comprising twenty-four select Views of its principal ruins from drawings made in the year 1818 mit 24 Zeichnungen heraus, die er zwei Jahre zuvor in Rom angefertigt hatte.
Aus dem Zeitraum zwischen 1828 und 1833 liegen zudem aus der deutschen Stadt Elberfeld Architekturzeichnungen Abbots vor, die unter dem Titel Elberfeld im Grundriß und mit seinen vorzüglichsten Gebäuden in der dortigen Leudersdorf-Mansfeldschen Lithographieanstalt veröffentlicht wurden.